# Караван-сарай Сайфиддин
Караван-сарай Сайфиддин — памятник культурного наследия, расположенный в историческом центре Бухары (Узбекистан). Включен в национальный перечень объектов недвижимого имущества материального и культурного наследия Узбекистана — находится под охраной государства.
До Бухарской революции 1920 года в нём занимались оптовой торговлей чаем. В настоящее время в здании караван-сарая функционирует  центр ремесленничества.